# Szerzawa (Karkonosze)
Szerzawa (niem. Breitberg, 706 m n.p.m.) – szczyt w Karkonoszach, w obrębie Karkonoskiego Padołu Śródgórskiego.
Położony jest w środkowej części Karkonoskiego Padołu Śródgórskiego, pomiędzy Jagniątkowem na zachodzie a Przesieką na wschodzie. Na północnym wschodzie łączy się z Kopistą.
Zbudowany z granitu karkonoskiego.
Na północno-zachodnim ramieniu cały ciąg skałek.
Porośnięty lasami świerkowymi.
Na południe od Szerzawy biegnie Droga pod Reglami.